# Бад-Грёненбах
Бад-Грёненбах (нем. Bad Grönenbach) — община в Германии, в земле Бавария. Подчиняется административному округу Швабия. Входит в состав района Нижний Алльгой. Подчиняется управлению Бад Грёненбах. Население составляет 5274 человека (на 31 декабря 2010 года). Занимает площадь 42,03 км².
Статус коммуны получен в 1836 году. Большая часть населения — немцы (баварцы). 56 % жителей — католики по вероисповеданию.

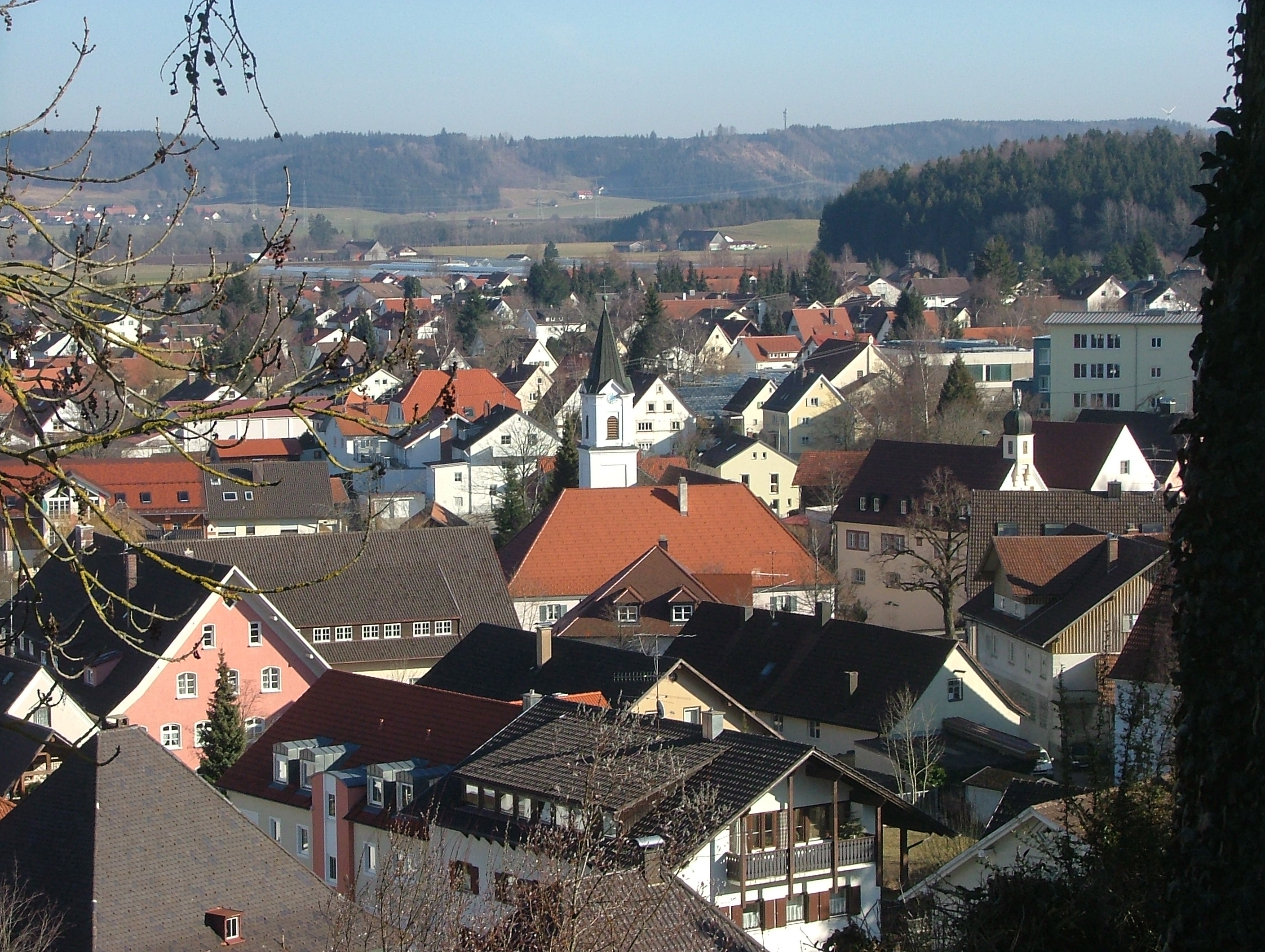
Бад-Грёненбах

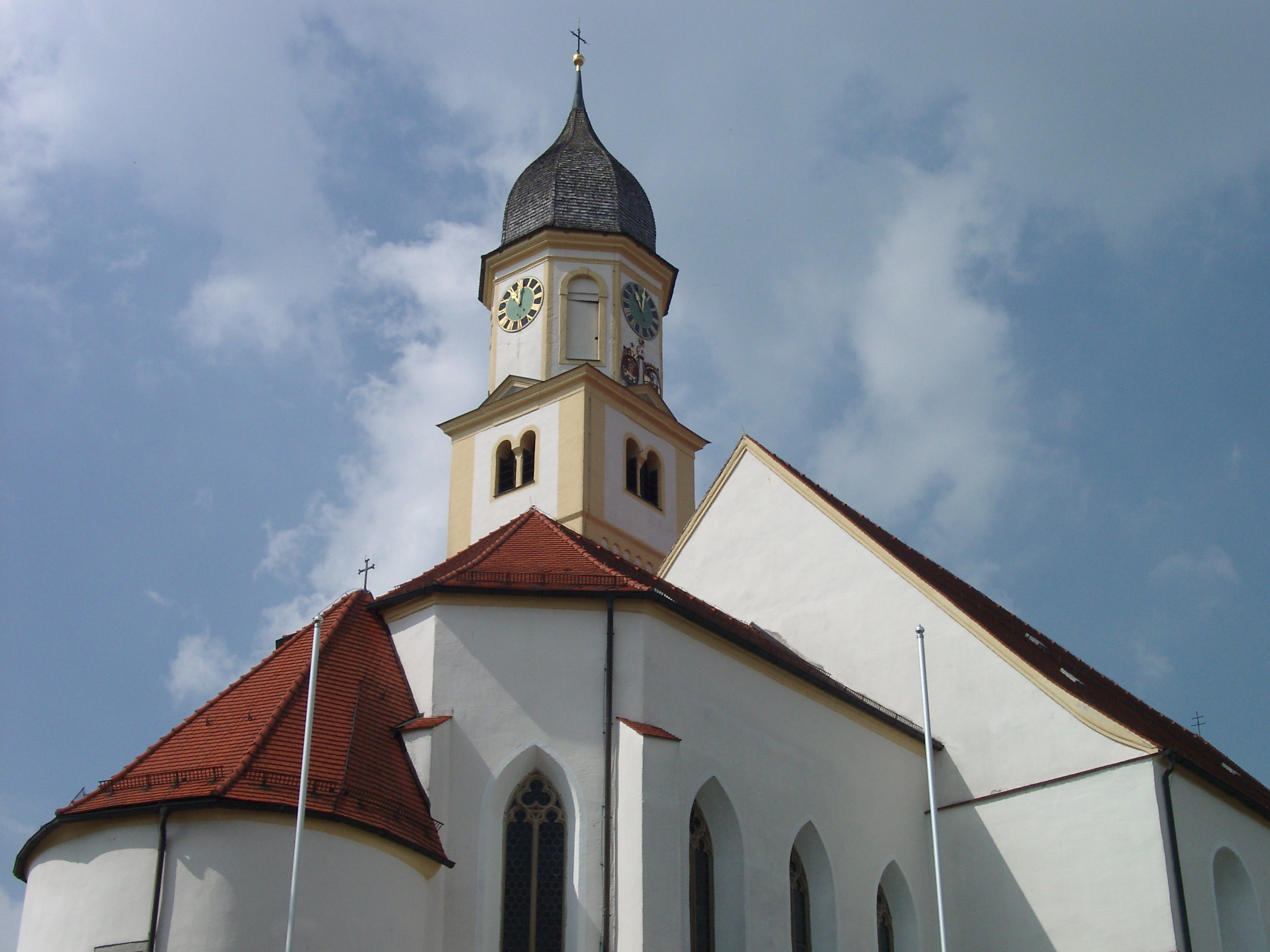
Местная церковь

## Достопримечательности
- Коллегиальная церковь

## Известные уроженцы
- Эберле, Людвиг (1883—1956) — немецкий скульптор и художник. Почётный гражданин города Бад-Грёненбах (1923).